# Zoe Wees
Zoe Wees (Hamburgo, 13 de mayo de 2002) es una cantante y compositora alemana. Su primer single "Control" clasificado en varias naciones incluyendo el número 1 en Francia (SNEP Radio) y el top 10 en Bélgica. La música de Wees ha sido descrita como "cruda, profundamente emocional" que oscila entre "claro bajo a increíblemente poderoso y cielo alto". Muchas veces se pueden encontrar a Wess tocando el piano o la guitarra.

## Antecedentes
Wees creció en Hamburgo, Alemania. Ha vivido con epilepsia rolándica benigna (BRE), un síndrome que la hizo tener sentimientos de exclusión de otros, impotencia y pérdida de control. Wees dijo: "La enfermedad era más fuerte que yo, y dejó cicatrices que se han convertido en parte de mi vida. Aceptarlos ha tomado tanto tiempo, pero me hacen lo que soy hoy: un luchador".

## Carrera
Desde la infancia Wees ha escrito música en inglés. Comenzó a trabajar en la música de adolescente cuando su maestra se acercó a ella después de un concierto escolar que quería trabajar con ella en la música. A principios de 2017, Wees participó en la quinta temporada del programa de talento musical The Voice Kids. Wees se unió al equipo del cantante pop Sasha en las "Audiciones ciegas". En el "Sing-Offs", el tercero de cinco fases en el concurso, Wees fue eliminada. Lanzó la canción "Control" el 13 de marzo de 2020. La canción está escrita sobre la ansiedad y no estar en control, pero más específicamente, sobre su batalla con la epilepsia rolándica benigna. Su misión al escribir la canción fue darles las gracias a su maestra de escuela primaria que la empujó como niña a convertirse en quien es hoy.
El 19 de abril, Wees lanzó "Ghost", parte de su debut EP Golden Wings, que fue lanzado el 21 de mayo a través de Capitol Records. Wees dijo que "Fantasma" fue escrito sobre dejar que alguien se acerque demasiado, incluso si sabes que puede lastimarte y sobre ser vulnerable a esa persona de una manera que esencialmente podría destruir tu vida. Ghost fue coescrito por Ricardo Muñoz Repko, VVAVES, Nicolas Rebscher y Patrick Salmy.

## Estilo musical e influencias
Wees señaló que mientras crecía escuchaba a Jessie J y Miley Cyrus. Los artistas que ella citó como influencias incluyen a Jessie J y Lewis Capaldi. Describe su género como pop.

## Discografía

### Reproducción extendida
| Título      | Detalles                                                                   | Posiciones de la tabla de picos |
| Título      | Detalles                                                                   | GER                             |
| ----------- | -------------------------------------------------------------------------- | ------------------------------- |
| Alas de oro | - Publicado: 21 de mayo de 2021 - Etiqueta: Valeria Music, Capitol Records | 31                              |

### Singles

#### Como artista principal
| Título                                                      | Año  | Posiciones de la tabla de picos | Posiciones de la tabla de picos | Posiciones de la tabla de picos | Posiciones de la tabla de picos | Posiciones de la tabla de picos | Posiciones de la tabla de picos | Posiciones de la tabla de picos | Posiciones de la tabla de picos | Posiciones de la tabla de picos | Posiciones de la tabla de picos | Certificaciones                                                                   | Álbum       |
| Título                                                      | Año  | GER                             | AUT                             | BEL(FL)Ultratop                 | BEL(WA)Ultratop                 | FRA                             | ITA                             | NLD                             | SWE                             | SWI                             | EE.UU.                          | Certificaciones                                                                   | Álbum       |
| ----------------------------------------------------------- | ---- | ------------------------------- | ------------------------------- | ------------------------------- | ------------------------------- | ------------------------------- | ------------------------------- | ------------------------------- | ------------------------------- | ------------------------------- | ------------------------------- | --------------------------------------------------------------------------------- | ----------- |
| "Control"                                                   | 2020 | 31                              | 28                              | 6                               | 3                               | 22                              | 65                              | 63                              | —                               | 11                              | —                               | - BEA: Oro - IMC: Oro - FIMI: Oro - IFPI SWI: 3 × Platino - RIAA: Oro - SNEP: Oro | Alas de oro |
| "Girls Like Us" ("Chicas como nosotras")                    | 2021 | 9                               | 10                              | 34                              | —                               | 51                              | —                               | —                               | 65                              | 3                               | —                               | - IMC: Oro - IFPI SWI: Platino - FIMI: Oro - SNEP: Oro                            | Alas de oro |
| "Hold Me Like You Used To" ("Abrázame como solías hacerlo") | 2021 | —                               | —                               | —                               | —                               | —                               | —                               | —                               | —                               | —                               | —                               |                                                                                   | Alas de oro |
| "That's How It Goes" ("Así es como va") (con 6lack)         | 2021 | —                               | —                               | —                               | —                               | —                               | —                               | —                               | —                               | —                               | —                               |                                                                                   |             |
| "—" denota una grabación que no anotó ni se publicó.        |      |                                 |                                 |                                 |                                 |                                 |                                 |                                 |                                 |                                 |                                 |                                                                                   |             |

#### Como artista destacado
| "Hibernating" ("Hibernando") (Moonbootica con Zoe Wees)  | 2019 | —  | —  | —  | —  |  |
| Wait for You ("Espera por ti") (Tom Walker con Zoe Wees) | 2020 | —  | —  | —  | —  |  |
| "Love Me Now" ("Ámame ahora") (Kygo con Zoe Wees)        | 2021 | 69 | 62 | 17 | 28 |  |
| "—" denota una grabación que no anotó ni se publicó.     |      |    |    |    |    |  |

#### Individuales promocionales
| Título     | Año  | Álbum       |
| ---------- | ---- | ----------- |
| "Fantasma" | 2021 | Alas de oro |

## Premios y nominaciones

### Resultados
| Año  | Premio                                  | Nombramiento                  | Trabajo                                | Resultado | Ref.   |
| ---- | --------------------------------------- | ----------------------------- | -------------------------------------- | --------- | ------ |
| 2020 | Música de los premios New Faces (Bunte) | Recién llegado                | Ella misma                             | Ganadora  | [ 34 ] |
| 2020 | Premios Bravo Otto                      | Recién llegado/Avance         | Ella misma                             | Ganadora  | [ 35 ] |
| 2020 | 1LIVE Krone Awards                      | Mejor Actuación Revelación    | Ella misma                             | Nominada  | [ 36 ] |
| 2020 | 1LIVE Krone Awards                      | Mejor Single                  | Control                                | Nominada  | [ 36 ] |
| 2020 | NRJ Music Awards                        | Debutante del año             | Ella misma                             | Nominada  | [ 37 ] |
| 2020 | Nuevos premios musicales                | Debutante del año             | Ella misma                             | Ganadora  | [ 38 ] |
| 2021 | Nickelodeon Kids' Choice Awards         | Músico favorito (DE, AT, CH)  | Ella misma                             | Nominada  | [ 39 ] |
| 2021 | Nickelodeon Kids' Choice Awards         | Canción favorita (DE, AT, CH) | Control                                | Nominada  | [ 39 ] |
| 2021 | MTV Europe Music Awards                 | Mejor acto alemán             | Ella misma                             | Nominada  | [ 40 ] |
| 2021 | Premios Bravo Otto                      | Cantante internacional        | Ella misma                             | Pendiente | [ 41 ] |
| 2021 | 1LIVE Krone Awards                      | Mejor artista femenina        | Ella misma                             | Pendiente | [ 42 ] |
| 2021 | 1LIVE Krone Awards                      | Mejor Single                  | "Girls Like Us" (Chicas como nosotras) | Pendiente | [ 42 ] |